# Amaurornis olivieri
Amaurornis olivieri là một loài chim trong họ Rallidae.